# مارلين لاك
مارلين لاك (بالإنجليزية: Marilyn Lake)‏ هي مؤرخة أسترالية، ولدت في 5 يناير 1949 في هوبارت في أستراليا.